# Okan'e
La okan'e (in russo оканье [ˈoːkʌnʲjə], lett. "pronunciare «o»") è un fenomeno fonologico delle lingue ucraina e rutena e di alcuni dialetti della lingua russa in cui la /o/ in posizione atona si pronuncia [o] (da cui il nome) e non [ʌ], come accade invece nel fenomeno della akan'e, tipico del russo standard e del bielorusso.
Nell'ambito delle lingue slave orientali la okan'e caratterizza la lingua ucraina, la lingua rutena e i dialetti russi della regione del Volga, di Kaluga, di Vologda e della Russia europea settentrionale.
La akan'e divenne una caratteristica ricorrente del russo standard (moscovita) e del bielorusso all'incirca alla metà del XIX secolo. La okan'e è più antica e rende il russo più simile a lingue slave come l'ucraino. Il tratto arcaico della okan'e viene preservato nello slavo ecclesiastico, la lingua di liturgia utilizzata nelle funzioni ortodosse.